# Gündoğdu, Bucak
Gündoğdu là một thị trấn thuộc huyện Bucak, tỉnh Burdur, Thổ Nhĩ Kỳ. Dân số thời điểm năm 2010 là 1.304 người.